# Scinax pachycrus
Scinax pachycrus és una espècie de granota de la família dels hílids. És endèmica del Brasil.
Els seus hàbitats naturals inclouen sabanes seques, zones seques d'arbusts, prats a baixa altitud, maresmes intermitents d'aigua dolça, zones rocoses, terra arable, pastures i estanys. Està amenaçada d'extinció per la destrucció del seu hàbitat natural.